# Hugo Boss
Hugo Boss là một nhãn hiệu cao cấp đóng trụ sở tại Metzingen, Đức. Người sáng lập là Hugo Boss. Hãng này có 6102 điểm bán hàng trên 110 quốc gia. Hugo Boss AG trực tiếp sở hữu 364 cửa hàng bán lẻ với hơn 1000 cửa hàng sở hữu bởi các công ty nhượng quyền.
Các sản phẩm được sản xuất ở nhiều địa điểm khác nhau, bao gồm các địa điểm sản xuất của công ty ở İzmir, Thổ Nhĩ Kỳ; Radom, Ba Lan; Morrovalle, Cleveland, Hoa Kỳ; và Metzingen, Đức.

## Sản phẩm
Có hai nhãn hiệu cốt lõi, BOSS và HUGO:
- Boss Black. Đồ thời trang cho đàn ông (1970), đồ thời trang cho phụ nữ (2000). Quần áo cổ điển hiện đại được phân phối rộng rãi hơn các dòng khác, có phạm vi sản phẩm rộng nhất.
- Boss Orange. Đồ thời trang cho đàn ông (1999), đồ thời trang cho phụ nữ (2005).
- Boss Selection. Đồ thời trang cho đàn ông (2003). Quần áo giá cao hơn nhằm đến thị trường người lớn tuổi hơn với điểm nhấn phong cách may quần áo Anh.
- Boss Green. Đồ thời trang cho đàn ông (2003), đồ thời trang cho phụ nữ (2010). Trước đây gọi là Boss Sport, ra mắt lại năm 2003 dưới dạng sưu tập thời trang dành cho người chơi golf.
- Hugo. Menswear (1993), đồ thời trang dành cho phụ nữ (1998).

## Hoạt động
Hugo Boss đã có các thỏa thuận cấp phép với một số công ty sản xuất sản phẩm mang nhãn hiệu Hugo Boss. Các thỏa thuận này với Samsung và HTC để sản xuất điện thoại di động; C.W.F. Children Worldwide Fashion SAS để sản xuất quần áo trẻ em; Procter & Gamble Prestige sản xuất nước hoa và đồ chăm sóc da; Movado sản xuất đồng hồ đeo tay; và Safilo sản xuất kính mát và kính đeo mắt.
Năm 1985 công ty được niêm yết trên sàn giao dịch chứng khoán.
Năm 1991, Tập đoàn dệt may Marzotto đã nắm 77,5% cổ phần với giá 165 triệu USD. Marzotto chuyển các nhãn hiệu thời trrang vào tập đoàn mới được lập Tập đoàn Thời trang Valentino năm 2005.